# Canthon ateuchipes
Canthon ateuchipes är en skalbaggsart som beskrevs av Bates 1887. Canthon ateuchipes ingår i släktet Canthon och familjen bladhorningar. Inga underarter finns listade.